# Grace O'Malley
Grace O'Malley, egentlig Gráinne Ní Mháille, også kendt som Granuaile eller Gráinne Mhaol (født 1530, død 1603) var en kvindelig irsk pirat hvis dyder ofte dukker op i irske legender. Drev pirateri i 25 år i Det Irske Hav. Hun blev benådet af Dronning Elizabeth 1593
Hun satsede på sin behændighed i en tid hvor rå styrke var foretrukket. 
1. ↑  Navnet er anført på engelsk og stammer fra Wikidata hvor navnet endnu ikke findes på dansk.